# 卡爾·路德維希二世
卡爾·路德維希二世（德語：Karl Ludwig II，1829年10月25日—1907年5月16日），霍恩洛厄-朗根堡親王，恩斯特一世的長子。
1860年恩斯特一世去世，卡爾·路德維希繼位為霍恩洛厄-朗根堡親王。同年卡爾·路德維希為了與情婦結婚宣布退位，弟弟赫爾曼繼承其親王之位。

## 家庭
1861年，卡爾·路德維希與瑪麗亞·格拉斯沃赫（Maria Grathwohl）結婚，兩人共有1子2女：
1. 卡爾（1862年—1925年）
2. 維多利亞（1863年—1946年）
3. 碧翠克絲（1868年—1932年）